# Fedorov (månekrater)
Fedorov er et lille nedslagskrater på Månen. Det befinder sig på Månens forside i den vestlige del af Mare Imbrium og er opkaldt efter den russiske raketingeniør A.P. Fedorov (1872 – 1920).
Navnet blev officielt tildelt af den Internationale Astronomiske Union (IAU) i 1979.

## Omgivelser
Fedorovkrateret ligger øst-nordøst for Diophantuskrateret og sydøst for Delislekrateret. Omkring 20 km mod syd-sydøst ligger det lidt større Artsimovichkrater.

## Karakteristika
Krateret er lidt aflangt og specielt udformet. Det har en højderyg i den nordlige side, som rejser sig til en højde på ca. 0,8 km over det omgivende mare.

## Måneatlas
- Billeder af Fedorovkrateret i LPI-måneatlasset